# Encarsia sueloderi
Encarsia sueloderi is een vliesvleugelig insect uit de familie Aphelinidae. De wetenschappelijke naam is voor het eerst geldig gepubliceerd in 1994 door Polaszek.